# Classe D (1913)
Pour les articles homonymes, voir classe D.
La Classe D, telle que désignée à partir de 1913,(ou classe Desesperate) était un groupe hétérogène de 10 destroyers-torpilleurs de la Royal Navy issus de conceptions différenciées du même constructeur John I. Thornycroft & Company de Chiswick répondant aux spécifications de l'amirauté britannique.

Elle réunissait les bâtiments ayant une vitesse maximum de 30 nœuds et possédant deux cheminées et un gaillard d'avant caractéristique dit turtleback (dos de tortue).

La nomenclature d'appellation des destroyers-torpilleurs de 30 nœuds classa les quatre cheminées en classe B et les trois cheminées en classe C.

## Conception
Tous sont alimentés par des machines à vapeur à triple expansion avec des chaudières aquatubulaires alimentées au charbon. 

Leur armement est identique à la Classe C.
Seul le HMS Stag aura une puissance plus forte de 100 ch et un tube lance-torpille supplémentaire.

## Les bâtiments

### Programme 1894-95
- Groupe Housewives : 
  - HMS Desesperate (305): lancé le 15 février 1896, vendu pour démolition le 20 mai 1920.
  - HMS Fame (306): lancé le 15 avril 1896, vendu pour démolition le 31 août 1921.
  - HMS Foam (307): lancé le 8 octobre 1896, vendu pour démolition le 26 mai 1914.
  - HMS Mallard (308):  :lancé le 19 novembre 1896, vendu pour démolition le 10 février 1920.

### Programme 1895-96
- Groupe Angler : 
  - HMS Angler (313): lancé le 2 février 1897, vendu pour démolition le 20 mai 1920.
  - HMS Ariel (314): lancé le 5 mars 1897, naufrage le 19 avril 1907.

### Programme 1896-97
- Groupe Coquette : 
  - HMS Coquette (319): lancé le 25 novembre 1897, coulé sur mine le 7 mars 1916.
  - HMS Cygnet (320): lancé le 3 septembre 1898, vendu pour démolition le 29 avril 1920.
  - HMS Cynthia (321): lancé le 8 janvier 1898, vendu pour démolition le 29 avril 1920.

### Programme 1897-98
- Groupe Stag :
  - HMS Stag (334): lancé le 18 novembre 1899, vendu pour démolition le 17 mars 1921.